# Hořící keř
Hořící keř (lit. ‘Esbarzer ardent’) és una minisèrie de televisió de tres parts estrenada el 2013, creada per HBO i dirigida per la cineasta polonesa Agnieszka Holland. La sèrie està basada en personatges i fets reals, concretament en la figura de Jan Palach, estudiant d'història, qui es va immolar el 1969 a Praga en protesta contra l'ocupació soviètica de Txecoslovàquia de l'any anterior. Dagmar Burešová, una jove advocada, es va convertir en part del seu llegat mitjançant la defensa de la família Palach en un judici contra el govern comunista, que va intentar deshonrar el sacrifici de Palach en tant que va dedicar la seva mort a la llibertat de Txecoslovàquia.
En el Festival Internacional de Televisió de Montecarlo, l'actor Ivan Trojan va ser guardonat amb el premi Nimfa d'Or al millor actor d'una minisèrie. L'obra es va seleccionar per ser projectada a la secció «presentació especial» del Festival Internacional de Cinema de Toronto de 2013. Posteriorment, es va editar la sèrie en una pel·lícula, l'estrena de la qual va ser el 12 de setembre de 2013. La pel·lícula va ser seleccionada com a candidata txeca per a optar a millor pel·lícula estrangera en els Premis Óscar de 2013. No obstant això, l'Acadèmia de les Arts i les Ciències Cinematogràfiques va desqualificar-la, esmentant que una pel·lícula no s'ha d'haver estrenat anteriorment a la televisió. La minisèrie va ser estrenada a la televisió txeca vuit mesos abans de la versió reeditada que va aparèixer als cinemes.

## Repartiment
- Tatiana Pauhofová com a Dagmar Burešová, advocada de la família Palach.
- Jaroslava Pokorná com a Libuše Palachová, mare de Jan Palach.
- Petr Stach com a Jiří Palach, germà de Jan Palach.
- Ivan Trojan com a major Jireš, oficial de la Veřejná bezpečnost (policia) que investiga la mort de Palach (personatge fictici).
- Igor Bareš com a major Dočekal.
- Vojtěch Kotek com a Ondřej Trávníček, activista estudiantil.
- Jan Budař com a Radim Bureš, espòs de Burešová.
- Adrian Jastraban com a Vladimír Charouz, col·lega del bufet de Burešová.
- Patrik Děrgel com a Pavel Janda.
- Denny Ratajský com a tinent Boček.
- Tomáš Dianiška com a Mlíko.
- Jenovéfa Boková com a Vlaďka Charouzová, filla de Charouz.
- Ivana Uhlířová com a jutgessa Orlová.
- Stanislav Zindulka com a Sládeček, advocat, col·lega de Burešová.
- Ondřej Malý com a Knapp, advocat, col·lega de Burešová.
- Martin Huba com a Vilém Nový, polític comunista que difama a Palach.
- Míša Procházková com a Zuzanka Burešová, filla de Burešová.
- Tereza Korejsová com a Lucinka Burešová, filla de Burešová.
- Alois Švehlík com a coronel Horyna.
- Hana Marie Maroušková com a Ilona Palachová, esposa de Jiří Palach.
- Miroslav Krobot com a Jiřička.
- Emma Smetana com a Hana Čížková.
- Taťjana Medvecká com a doctora Jana Ziková.
- Pavel Cisovský com a camarada Hazura.